# Ten Minutes Older

Ten Minutes Older est un film collectif de 2002, en deux parties, The Trumpet et The Cello, composées chacune de plusieurs segments réalisés par quinze réalisateurs différents.

## Le projet
Le projet a été conçu par le producteur Nicolas McClintock comme une réflexion sur le thème du temps, au tournant du millénaire. Quinze cinéastes ont été invités à créer leur propre vision de ce que signifie le temps, chacun réalisant un court-métrage d'exactement dix minutes en ayant la plus grande liberté de choix.

## Fiche technique
- Date de sortie : 18 mai 2002 au Festival de Cannes (première mondiale)
- Sociétés de production : Odyssey Films, Matador Pictures, Road Movies

## Première partie:The Trumpet
Pour plus de détails, voir Fiche technique et Distribution.

### Les segments (The Trumpet)
- 100 Flowers Hidden Deep, de Chen Kaige sur un scénario de Tan Zhang
- Lifeline, de Víctor Erice
- Ten Thousand Years Older, de Werner Herzog
- Int. Trailer Night, de Jim Jarmusch
- Dogs Have No Hell (de), de Aki Kaurismäki
- We Wuz Robbed, de Spike Lee
- Twelve Miles to Trona, de Wim Wenders

#### SegmentTen Thousand Years Older
Scénario
Werner Herzog nous fait découvrir les Uru-Eu-Uaw-Uaw, une tribu vivant dans l'État de Rondônia au Brésil, et qui serait la dernière peuplade autochtone totalement inconnue découverte en 1981 et tire le bilan, souvent négatif, que leur découverte aura sur eux dans dix mille ans.
Fiche technique
- Réalisation : Werner Herzog
- Scénario : Werner Herzog
- Producteur : Lucki Stipetic
- Photographie : Vicente Ríos
- Montage : Joe Bini
- Son : Walter Saxer
- Durée : 10 minutes

#### SegmentTwelve Miles to Trona
- Acteurs : Wim Wenders, Chip Esten...